# Guadalupe del Monte
Guadalupe del Monte es una localidad del estado mexicano de Guanajuato. Es parte del municipio de Apaseo el Grande.

## Demografía
| Gráfica de evolución demográfica |
|                                  |

| Censo | Población |
| ----- | --------- |
| 1940  | 105       |
| 1950  | 195       |
| 1960  | 230       |
| 1970  | 586       |
| 1980  | 704       |
| 1990  | 787       |
| 2000  | 847       |
| 2010  | 1 094     |
| 2020  | 1 187     |